# Henrique Stafford, 2.º Duque de Buckingham
Henrique Stafford, 2.º Duque de Buckingham (4 de setembro de 1455  – 2 de novembro de 1483) foi um nobre inglês conhecido como o homônimo da rebelião de Buckingham, uma coleção fracassada, mas significativa, de revoltas na Inglaterra e partes do País de Gales contra Ricardo III da Inglaterra em outubro de 1483. Ele foi executado sem julgamento por seu papel nas revoltas. Stafford também é um dos principais suspeitos do desaparecimento (e suposto assassinato) dos sobrinhos de Ricardo, os Príncipes na Torre.

## Vida
Filho único de Humphrey Stafford, Conde de Stafford e Margaret Beaufort, Condessa de Stafford, Buckingham tornou-se Conde de Stafford em 1458 após a morte de seu pai e foi nomeado pupilo do Rei Eduardo IV. Ele se tornou Duque de Buckingham aos 4 anos de idade, em 1460, após a morte de seu avô, Humphrey Stafford, 1º Duque de Buckingham, na Batalha de Northampton . Em fevereiro de 1466, aos 10 anos, ele se casou com Katherine Woodville, irmã mais nova da esposa de Eduardo IV, Elizabeth Woodville, e filha de Richard Woodville, 1.º Conde Rivers ;  ela tinha apenas 8 anos na época. Buckingham e sua esposa tiveram cinco filhos:
- Eduardo Stafford, 3.º Duque de Buckingham (3 de fevereiro de 1478 – 17 de maio de 1521)
- Elizabeth Stafford, Condessa de Sussex (c. 1479 – 11 de maio de 1532)
- Henry Stafford, 1.º Conde de Wiltshire (c. 1479 – 6 de abril de 1523)
- Anne Stafford, Condessa de Huntingdon (c. 1483 – 1544)
- Humphrey Stafford (morreu jovem)

Após a morte de Eduardo IV em 1483, Buckingham aliou-se ao irmão mais novo do rei, o Duque de Gloucester, ajudando-o a suceder ao trono como Ricardo III no lugar dos filhos vivos de Eduardo e Elizabeth , Eduardo V e Ricardo de Shrewsbury . Insatisfeito com Ricardo, Buckingham juntou-se a Henrique Tudor e à mãe deste, Margarida Beaufort, liderando uma rebelião malsucedida em seu nome. De sua parte, Buckingham levantou uma milícia de suas propriedades no País de Gales e nas Marcas, que ele deveria liderar para a Inglaterra para se juntar a outros rebeldes; mas os rios Wye e Severn estavam inundados e intransitáveis, e depois de esperar dez dias seus homens se dispersaram. Buckingham fugiu disfarçado para Shropshire, mas foi descoberto escondido no Parque Lacon, perto de Wem, tendo sido traído por um criado, Ralph Bannister. 
Buckingham foi executado por traição por Ricardo em 2 de novembro de 1483:  ele foi decapitado no pátio entre o Blue Boar Inn e o Saracen's Head Inn (ambos demolidos no século XVIII) na praça do mercado de Salisbury . Seu local de sepultamento é incerto; um túmulo dentro da igreja paroquial em Britford, perto de Salisbury, pode ser o seu.  
A motivação precisa de Buckingham foi chamada de "obscura"; ele havia sido bem tratado por Ricardo.  A nomeação tradicional da rebelião em sua homenagem foi rotulada como um nome impróprio, com John Morton e Reginald Bray como líderes mais plausíveis. 